# Смаилбеговићи
Смаилбеговићи су насељено мјесто у Босни и Херцеговини у општини Бреза које административно припада Федерацији Босне и Херцеговине. Према попису становништва из 1991. у насељу је живјело 530 становника.

## Становништво
| Националност       | 1991.        | 1981.        | 1971.        |
| Муслимани          | 519 (97,92%) | 417 (94,77%) | 360 (99,17%) |
| Хрвати             | 2 (0,37%)    | 0            | 0            |
| Срби               | 0            | 0            | 0            |
| Југословени        | 7 (1,32%)    | 23 (5,22%)   | 3 (0,82%)    |
| остали и непознато | 2 (0,37%)    | 0            | 0            |
| Укупно             | 530          | 440          | 363          |